# Spilopteron longitubus
Spilopteron longitubus är en stekelart som beskrevs av Wang 2004. Spilopteron longitubus ingår i släktet Spilopteron och familjen brokparasitsteklar. Inga underarter finns listade i Catalogue of Life.